# Реккельвиц
Реккельвиц или Во́рклецы (нем. Räckelwitz; в.-луж. Worklecy) — коммуна в Германии, в земле Саксония. Подчиняется административному округу Дрезден. Входит в состав района Баутцен. Подчиняется управлению Ам Клостервассер. Занимает площадь 11,51 км².

## Население
Население составляет 1170 человек (на 31 декабря 2010 года).
Входит в состав культурно-территориальной автономии «Лужицкая поселенческая область», на территории которой действуют законодательные акты земель Саксонии и Бранденбурга, содействующие сохранению лужицких языков и культуры лужичан. Официальным языком в населённом пункте, помимо немецкого, является лужицкий.

## Сельские округа
Коммуна подразделяется на 6 сельских округов:
- Драйхойзер (Horni Hajnk)
- Нойдёрфель (Nowa Wjeska)
- Реккельвиц (Worklecy)
- Тайххойзер (Haty)
- Хёфлайн (Wudwor)
- Шмеквиц (Smječkecy)

## Известные жители и уроженцы
- Чорнакец, Ева-Мария (род. 1959) — лужицкая детская писательница, редактор и драматург.